# Białostocki Chór Kameralny Cantica Cantamus
Białostocki Chór Kameralny Cantica Cantamus – polski chór założony w 1989 przez prof. Violettę Bielecką, następnie dyrygenta artystycznego chóru. 

## Historia
Do roku 1994 chór działał przy Filii Akademii Muzycznej w Białymstoku, następnie do roku 1996 już ze statusem chóru zawodowego przy Filharmonii w Białymstoku. Od stycznia 1996 roku, przyjął nazwę Białostocki Chór Kameralny Cantica Cantamus z siedzibą w Filharmonii Białostockiej.
Chór brał udział w wielu festiwalach krajowych i zagranicznych. Współpracuje z orkiestrami filharmonicznymi w Polsce (Białystok, Kalisz, Koszalin, Częstochowa, Warszawa) i za granicą (Rostock – Niemcy, Saint Maurice de Beynost – Francja) oraz zespołem Varsovia Manta.
Zespół posiada w swoim repertuarze wiele dzieł muzyki oratoryjno-kantatowej z różnych epok. Śpiewa utwory a cappella epoki renesansu, baroku, klasycyzmu, romantyzmu i kompozytorów XX wieku. Polscy kompozytorzy współcześni powierzają mu prawykonania swoich utworów. Chór ma w swoim dorobku 5 płyt.